# Pleśno (powiat bartoszycki)
Pleśno (niem. Plößen) – wieś w Polsce położona w województwie warmińsko-mazurskim, w powiecie bartoszyckim, w gminie Bisztynek.
W latach 1975–1998 miejscowość położona była w województwie olsztyńskim. Wieś znajduje się w historycznym regionie Warmia.

## Dawne dzieje
We wczesnej epoce żelaza nad brzegiem jeziora Sajno (współcześnie rozlewisko na rzece Sajnie) znajdowała się osada obronna. Osada to została zbadana przez archeologów. Osada w Pleśnie otoczona była palisadą wewnątrz której znajdowały się chaty o wymiarach 4×4 m i zabudowania gospodarcze. Ściany chat wykonane były z belek drewnianych oblepianych gliną, a ściany pomieszczeń gospodarczych wyplatane były z wikliny i także oblepiane gliną. Podłogi w chatach wyłożone były wielowarstwową podłogą z darnic. Na podłogach chat znajdowały się nieckowate paleniska z kamieni i gliny. Mieszkańcy osady używali żarna – kuliste kamienne rozcieracze i miskowate kamienie do przygotowywania mąki i kasz.
Z gliny były wykonywane różnego typu naczynia m.in.: talerze, cedzaki i łyżki.
Znalezione gliniane przęśliki do wrzecion świadczą o tym, że na miejscu wykonywano tkaniny także z wełny, ponieważ hodowano owce i kozy (znaleziska kości) obok bydła, świń i kur. Nie wiadomo czy znalezione kości końskie pochodziły ze zwierząt hodowlanych, czy z upolowanych dzikich koni.
W osadzie zajmowano się także metalurgią. Znaleziono tygiel do przetapiania brązu oraz półfabrykaty brązowe. Z brązu produkowano ozdoby, głównie bransolety. Mieszkańcy osady wyposażeni byli także w narzędzia wykonane z żelaza: siekiery, noże i haczyki na ryby.
Archeolodzy stwierdzili, że osada została zniszczona w wyniku pożaru.

## Historia
Wieś została założona w pierwszej połowie XIV wieku.
W roku 1955 Pleśno należało do gromady w Grzędzie, a od 1957 roku do gromady w Reszlu. Pleśno jest wsią sołecką od 1945 roku. Do sołectwa Pleśno należy wieś Pleśnik.